# Russkoje (Kaliningrad)
Russkoje (russisch Русское, deutsch Germau) ist ein Ort in der Russischen Föderation. Er liegt in der Oblast Kaliningrad und gehört zur kommunalen Selbstverwaltungseinheit Stadtkreis Selenogradsk im Rajon Selenogradsk.

## Geographische Lage
Das Dorf liegt in der historischen Region Ostpreußen, etwa 34 Kilometer nordwestlich der Stadt Kaliningrad (Königsberg) und fünf Kilometer südöstlich von Jantarny (Palmnicken). 

## Geschichte

Germau, nördlich des Frischen Haffs an der Bernsteinküste, auf einer Landkarte von 1908.

Als Gründungsjahr des ehemals Germau genannten großen Kirchdorfes gilt 1258, das Jahr der Übernahme der Region von den Prußen seitens des Deutschen Ordens. Am 13. Juni 1874 wurde Germau Sitz und namensgebender Ort eines neu errichteten Amtsbezirks, der bis 1945 bestand und zum Landkreis Fischhausen, von 1939 bis 1945 zum Landkreis Samland im Regierungsbezirk Königsberg der preußischen Provinz Ostpreußen gehörte. 1910 registrierte man in Germau 683 Einwohner.
Am 30. September 1928 schloss sich die Landgemeinde Germau mit der Landgemeinde Krattlau (heute russisch: Sytschowo) und den Gutsbezirken Kirpehnen (Powarowka) und Trulick (nicht mehr existent) sowie Sacherau (Morosowka, vorher Amtsbezirk Gauten) zur neuen Landgemeinde Germau zusammen. Die Zahl der Einwohner in dieser gewachsenen Kommune stieg bis 1933 auf 1148 und betrug 1939 noch 1142.
Nach Beendigung der Kampfhandlungen des Zweiten Weltkriegs wurde Germau 1945 von der Sowjetunion zusammen mit dem nördlichen Ostpreußen unter eigene Verwaltung genommen. Der Ort erhielt im Jahr 1947 die russische Bezeichnung Russkoje und wurde gleichzeitig dem Dorfsowjet Jantarski selski Sowet im Rajon Primorsk zugeordnet. Später gelangte der Ort in den Powarowski selski Sowet. Von 2005 bis 2015 gehörte Russkoje zur Landgemeinde Krasnotorowskoje selskoje posselenije und seither zum Stadtkreis Selenogradsk.

### Amtsbezirk Germau (1874–1945)
In den Jahren von 1874 bis 1945 war Germau zentraler Ort eines Amtsbezirks, der anfangs aus sechs Landgemeinden (LG) bzw. Gutsbezirken (GB) bestand:
| Deutscher Name   | Russischer Name | Bemerkungen                                        |
| ---------------- | --------------- | -------------------------------------------------- |
| Germau (LG)      | Russkoje        |                                                    |
| Kirpehnen (GB)   | Powarowka       | 1928 in die Landgemeinde Germau eingegliedert      |
| Krattlau (LG)    | Sytschowo       | 1928 in die Landgemeinde Germau eingegliedert      |
| Lengniethen (LG) | Schtschorsowo   |                                                    |
| Trulick (GB)     |                 | 1928 in die Landgemeinde Germau eingegliedert      |
| Willkau (LG)     | Jenissewo       | 1928 in die Landgemeinde Lengniethen eingegliedert |

Aufgrund der strukturellen Veränderungen gehörten zum Amtsbezirk Germau am 1. Januar 1945 nur noch die beiden Gemeinden Germau und Lengniethen.

## Burg Germau
Bereits um 1230 wurde in Verbindung mit einem hier befindlichen Waffenlager die Prußenburg Girmowe urkundlich genannt. Die hier lebenden Prußen wurden im Winter 1252/1253 von den Rittern des Deutschen Ordens unter dem Komtur von Christburg (heute polnisch: Dzierzgoń) Heinrich Stange angegriffen, allerdings vergeblich: Stange kam hier zu Tode. Erst unter König Ottokar II. von Böhmen gelang die Eroberung und das Land wurde 1258 vom Orden übernommen.
Im Bereich Germau leisteten die Prußen wohl wenig Widerstand, denn besonders viele „ehrbare Prußen“ wurden mit Land belehnt und mit Vorrechten ausgestattet. So zählte man 1831 im Kreis Fischhausen noch etwa 360 prußische Freigüter.
Nach Niederschlagung des Prußenaufstandes errichtete bzw. erneuerte der Orden auf dem Platz der prußischen Burg um 1270 eine Holz-Erde-Wehranlage. Sie sollte zum Hauptwaffenplatz im westlichen Samland werden.
Zwischen 1330 und 1340 erfolgte der Ausbau der einflügeligen Burg in Stein westlich der alten Befestigungsanlagen. Der Südflügel der viereckigen Anlage enthielt den Speiseremter, die Burgkapelle sowie Amts- und Wohnräume. Der Südflügel wurde später zur Pfarrkirche umgebaut und erweitert. Westlich der Kirche lag der Eingang zur Burg, zu dem der Weg zunächst durch die Vorburg führte. Im Städtekrieg (1454–1466) wurde die Burg bei Angriffen beschädigt. Sie war 1507 nicht mehr verteidigungsfähig, verlor gar zu Anfang des 16. Jahrhunderts an Bedeutung. Residierte hier ab 1581 noch der Bernsteinmeister und die Bernsteinkammer (bisher in der Burg Lochstädt, heute russisch: Pawlowo), so zogen diese 1693 nach Palmnicken (Jantarny) um. Der endgültige Verfall der Burg begann. Heute ist nur noch die Wand der ehemaligen Burgkapelle als Apsis der Pfarrkirche in Ruinenresten vorhanden.

## Kirche

### Kirchengebäude
Die Germauer Kirche war ein Feld- und Backsteinbau, die aus der Kapelle der um 1270 errichteten ehemaligen Ordensburg durch Anbau und Erweiterung hervorgegangen ist und 1565 ihren charakteristischen Turm erhielt. Während die Burg später abgetragen wurde, blieb die Kirche mit ihrem dreijöchigen Kreuzgewölbe erhalten und war bis 1945 ein evangelisches Gotteshaus. Der Zweite Weltkrieg fügte dem Gebäude schwere Schäden zu. Während der Kriegshandlungen diente es als Feldlazarett. Heute stehen nur noch die Restwände des Chores als ältester erhaltener Bauteil im Südflügel der Burg. An diesen fanden 1993/1994 Konservierungsarbeiten statt.

### Kirchengemeinde
Bereits im 13. Jahrhundert nutzte die Germauer Bevölkerung die Kapelle der Ordensburg als Pfarrkirche. Die reformatorische Lehre hielt hier recht bald Einzug. Bis 1945 waren hier evangelische Geistliche eingesetzt. Das Germauer Kirchspiel gehörte zuletzt zum Kirchenkreis Fischhausen (heute russisch: Primorsk) in der Kirchenprovinz Ostpreußen der Kirche der Altpreußischen Union. Flucht und Vertreibung der Bevölkerung in und nach dem Krieg ließen das kirchliche Leben zum Erliegen kommen. Heute liegt Russkoje im Einzugsbereich der evangelisch-lutherischen Kaliningrader (Königsberger) Auferstehungskirche in der Propstei Kaliningrad der Evangelisch-lutherischen Kirche Europäisches Russland.
Im Jahre 1995 errichtete der Verein Memorial an der verbliebenen Mauerwand der Apsis ein Ensemble mit einem schwarzen Kreuz in der Mitte und einer Widmungstafel: „Zum Gedenken der Verstorbenen des Kirchspiels Germau“.

## Deutscher Soldatenfriedhof
In Russkoje hat der Volksbund Deutsche Kriegsgräberfürsorge im Auftrag der deutschen Bundesregierung in den Jahren 1993 bis 1995 für Gefallene des Zweiten Weltkrieges eine Kriegsgräberstätte errichtet und am 20. August 1995 der Öffentlichkeit übergeben. Sie ist ein Sammelfriedhof für die bei den Kämpfen im Samland gefallenen deutschen Soldaten. Auch ruhen hier Ziviltote, die bei den Kampfhandlungen oder auf der Flucht ums Leben kamen. Bereits während des Krieges wurden hier unweit der ehemaligen Pfarrkirche erste Kriegstote beigesetzt. Bis 2010 wurden über 4400 deutsche Kriegstote aus den Grablagen des Samlandes geborgen. Deren Namen sind auf Schriftstelen verzeichnet.

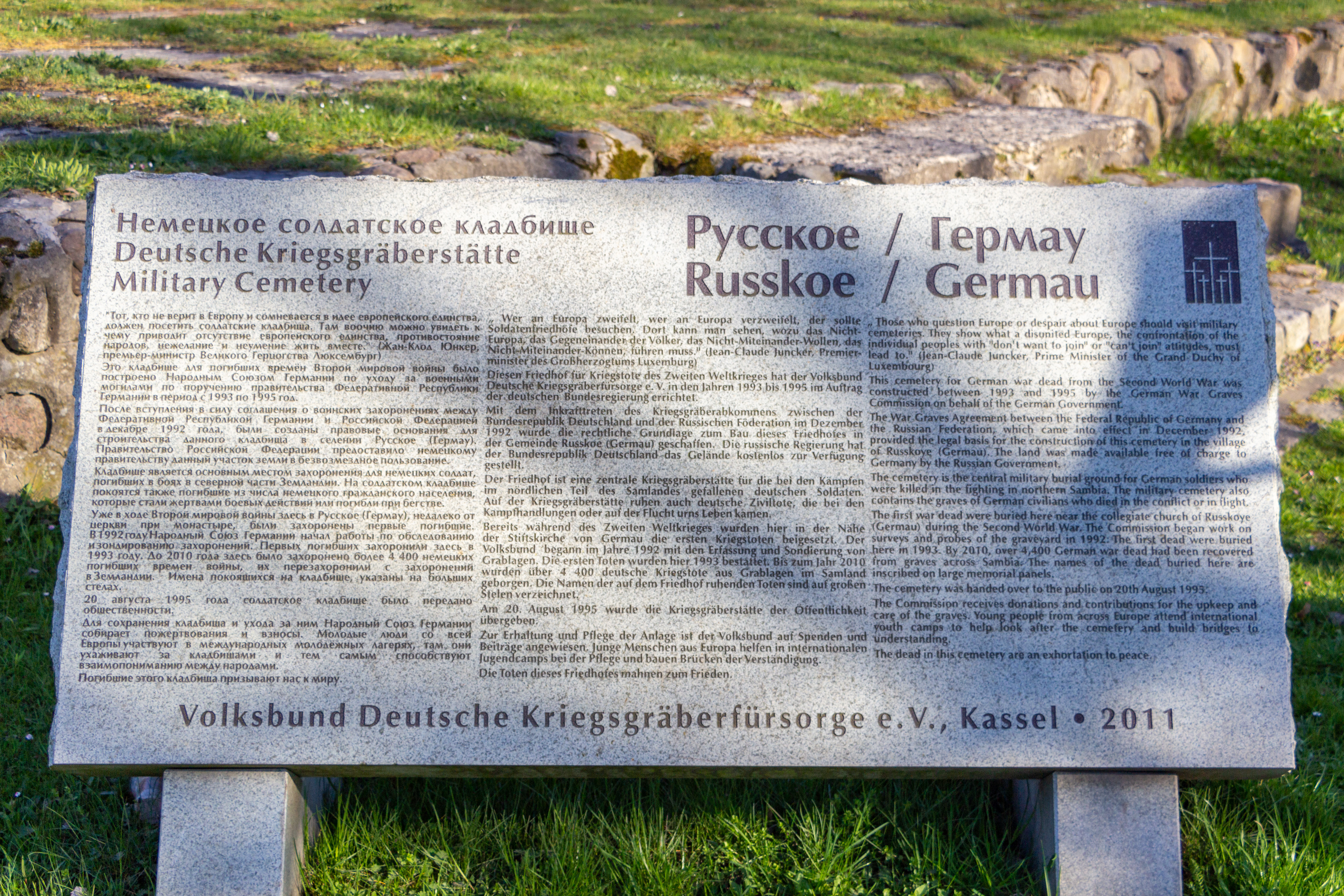
Schrifttafel am Eingang
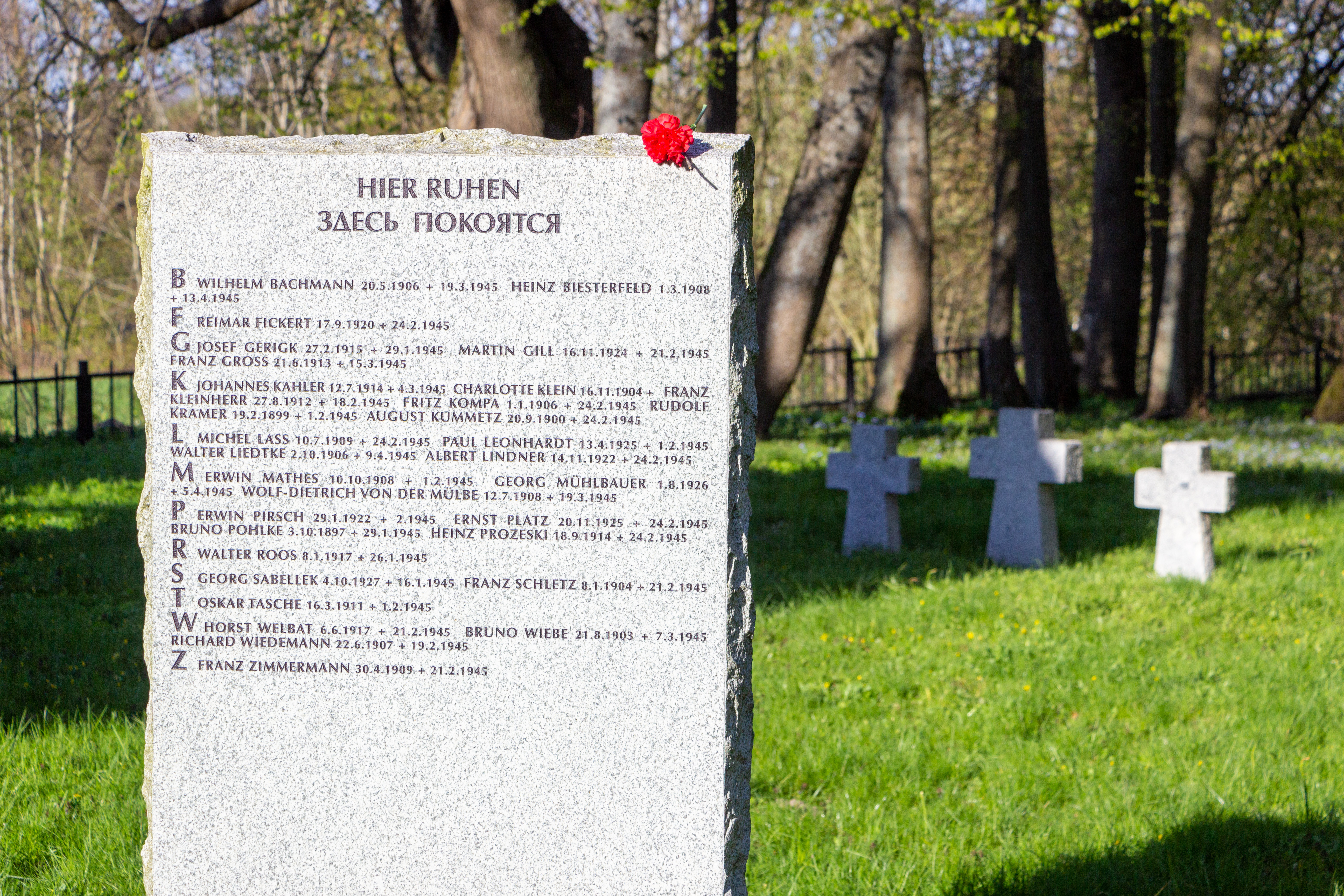
Schrifttafel
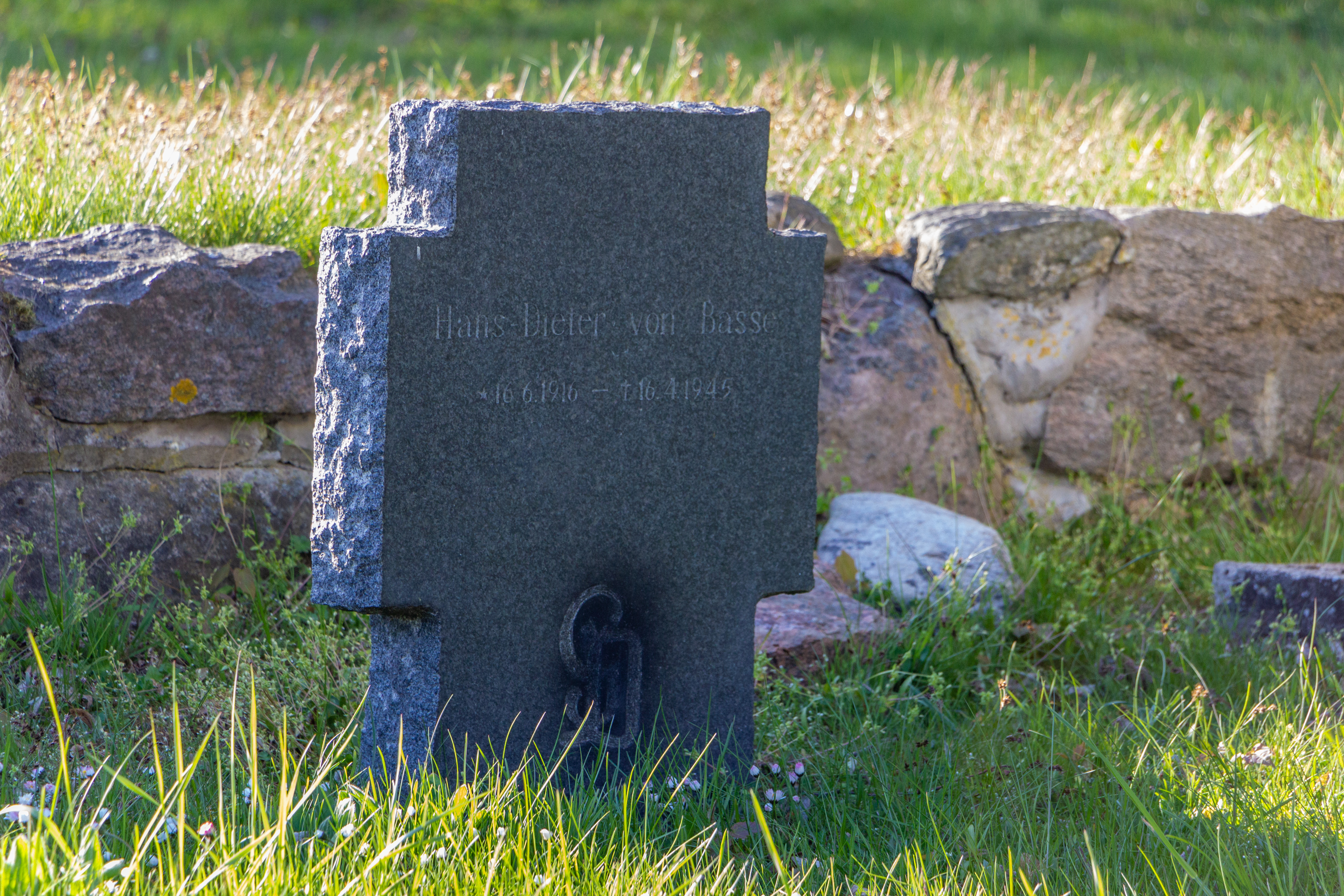
Oberstleutnant Hans-Dieter von Basse, Ritterkreuzträger, Kommandeur des Panzer-Füsilier-Regiments, Division Großdeutschland. Gefallen bei Godnicken.
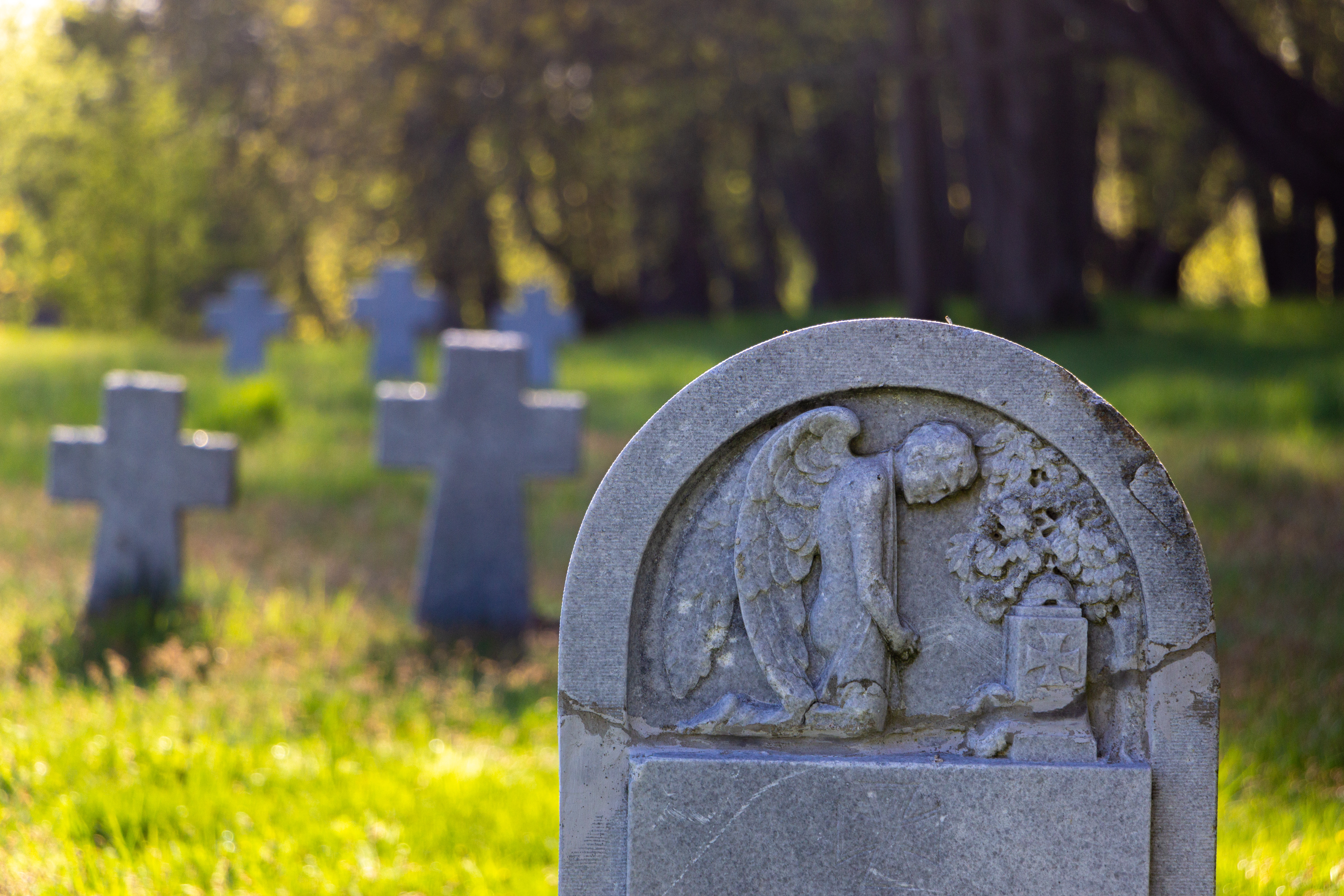
Grabstein
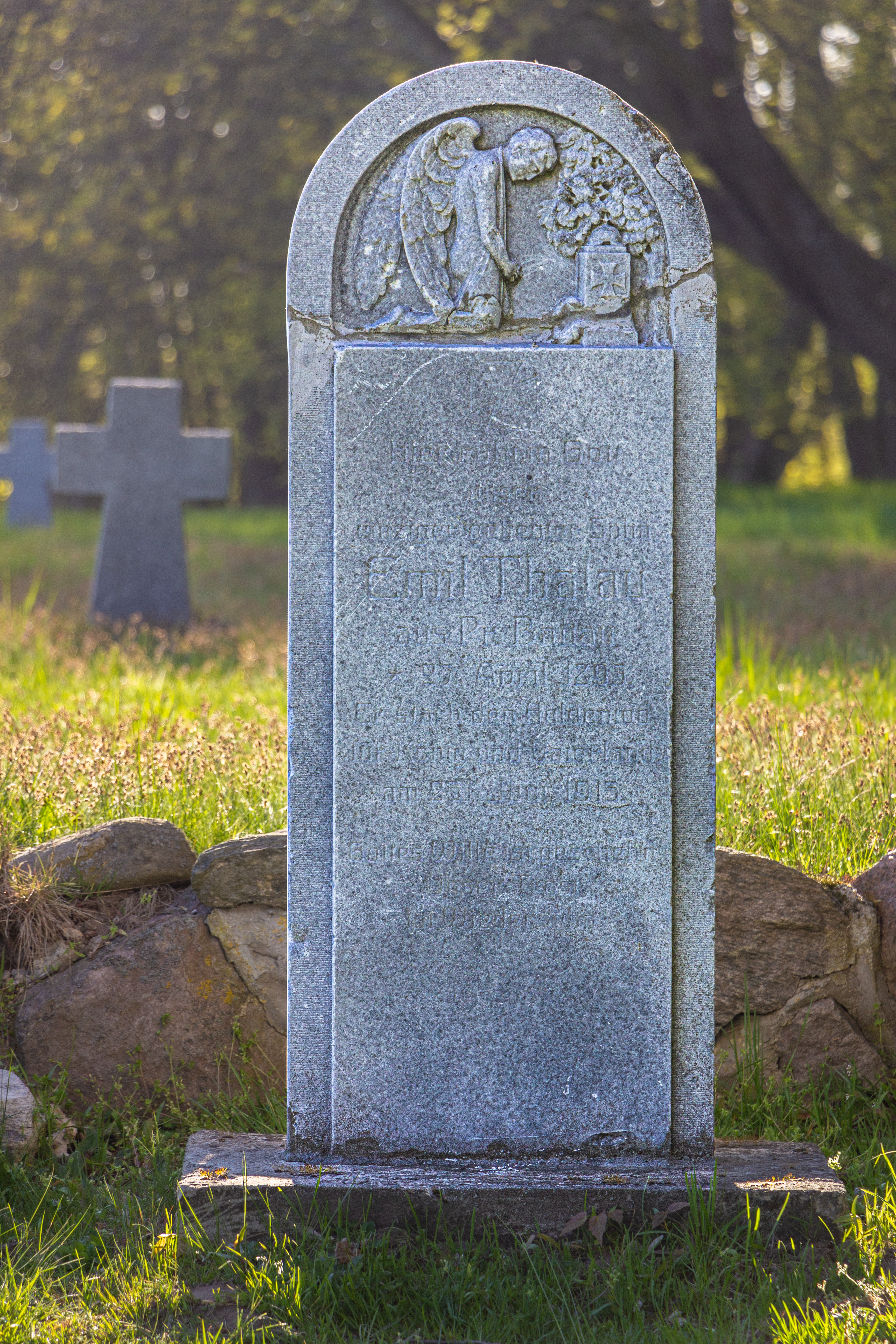
Grabstein

## Russisches Ehrenmal
Direkt an der Straße gegenüber der deutschen Kriegsgräberstätte befindet sich ein Ehrenmal für die russischen Kriegstoten.

## Verkehr
An das Straßennetz ist der Ort über die Regionalstraße 27A-013 (ex A192) angebunden. Nach Russkoje führen die Kommunalstraßen 27K-367 von Pokrowskoje (Sorgenau) aus dem Westen und die 27K-101 von Schatrowo (Weidehnen) aus dem Osten. 
Der Ort ist Bahnstation an der nicht mehr befahrenen Bahnstrecke von Primorsk (Fischhausen) an der früheren Ostpreußischen Südbahn über Donskoje (Groß Dirschkeim) nach Lesnoje (Warnicken), der Endstation der früheren Samlandbahn.